# چن هسیو لین
چن هسیو لین (انگلیسی: Chen Hsiu-lin؛ زادهٔ ۱۲ دسامبر ۱۹۷۳) بازیکن فوتبال اهل چین است.
وی همچنین در تیم ملی فوتبال زنان تایوان بازی کرده‌است.